# 1998 BG4
1998 BG4 är en asteroid i huvudbältet som upptäcktes den 21 januari 1998 av de båda japanska astronomerna Takeshi Urata och Yoshisada Shimizu vid Nachi-Katsuura-observatoriet.